# Losango

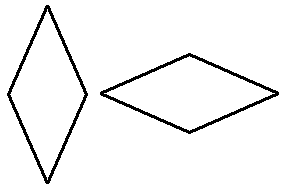
Um losango é uma figura formada por quatro lados de igual comprimento.

Losango  (◊) é um quadrilátero equilátero, ou seja, é um polígono formado por quatro lados de igual comprimento. Um losango é também um paralelogramo. Alguns autores exigem ainda que nenhum dos ângulos do quadrilátero seja reto para que ele seja considerado um losango.
Todo losango é um paralelogramo, e um losango com ângulos retos é um quadrado.
Uma superfície cujos limites são um losango, ou semelhantes a um losango, designa-se por superfície rômbica.
Em Engenharia e em Física, a designação "rombo" é mais comum.

## Etimologia
O losango também é chamado de rombo e vem do grego "ῥόμβος" (rhombos), ou seja, algo que gira que deriva do verbo "ρέμβω" (rhembō) que significa voltas e voltas. Já a palavra losango vem do latim arcaico lausa, que designa uma pedra achatada e também derivou na palavra lousa.

## Propriedades geométricas
A seguir temos algumas propriedades dos losangos e em seguida suas respectivas demonstrações.
1. Ângulos opostos têm medidas iguais.
2. As suas diagonais são bissetrizes.
3. As suas diagonais são retas perpendiculares.
4. Todo losango tem um círculo inscrito.

### Demonstrações das propriedades

#### 1° Propriedade
Essa propriedade é intuitiva e ela parte do fato de que um losango é um caso especial de um paralelogramo. Como todo paralelogramo possui ângulos opostos congruentes, então todo losango também possui ângulos opostos congruentes.

#### 2° Propriedade

Para demonstrar essa propriedade vamos, inicialmente, escrevê-la em notação matemática.
{\displaystyle ABCD\quad {\text{é um losango de diagonais }}\quad {\overline {AC}}\quad {\text{e}}\quad {\overline {BD}}\qquad \Longrightarrow \qquad {\begin{cases}{\overline {AC}}\quad {\text{é bissetriz de}}\quad {\hat {A}}\quad {\text{e}}\quad {\hat {C}}\\{\overline {BD}}\quad {\text{é bissetriz de}}\quad {\hat {B}}\quad {\text{e}}\quad {\hat {D}}\end{cases}}}
Por definição temos que todos os lados são congruentes. Assim cada uma das diagonais divide o losango em dois triângulos isósceles.
Visto que todo losango é um paralelogramo, temos também que suas diagonais se interceptam em seus pontos médios. Assim, sendo {\displaystyle M} o ponto de intersecção das diagonais, temos:
{\displaystyle {\overline {AM}}\equiv {\overline {MC}}\quad {\text{e}}\quad {\overline {BM}}\equiv {\overline {MD}}}
Unindo essas duas implicações temos:
{\displaystyle {\overline {AB}}\equiv {\overline {BC}}\equiv {\overline {CD}}\equiv {\overline {DA}},\quad {\overline {AM}}\equiv {\overline {MC}}\quad {\text{e}}\quad {\overline {BM}}\equiv {\overline {MD}}\qquad (LLL)\qquad \Longrightarrow \qquad \triangle {AMB}\equiv \triangle {CMB}\equiv \triangle {CMD}\equiv \triangle {AMD}}
Visto que todos esses triângulos são congruentes, temos:
{\displaystyle A{\hat {B}}M\equiv {M{\hat {B}}C}\equiv {C{\hat {D}}M}\equiv {M{\hat {D}}A}\qquad \Longrightarrow \qquad {\overline {BD}}\quad {\text{é bissetriz de}}\quad {\hat {B}}\quad {\text{e}}\quad {\hat {D}}}
{\displaystyle M{\hat {A}}B\equiv {B{\hat {C}}M}\equiv {M{\hat {C}}D}\equiv {D{\hat {A}}M}\qquad \Longrightarrow \qquad {\overline {AC}}\quad {\text{é bissetriz de}}\quad {\hat {A}}\quad {\text{e}}\quad {\hat {C}}}
Logo, as diagonais de um losango são bissetrizes de seus respectivos ângulos internos.

#### 3° Propriedade
Essa propriedade será demonstrada em duas partes (a 'ida' e a 'volta' do teorema).

##### Todo losango tem diagonais perpendiculares

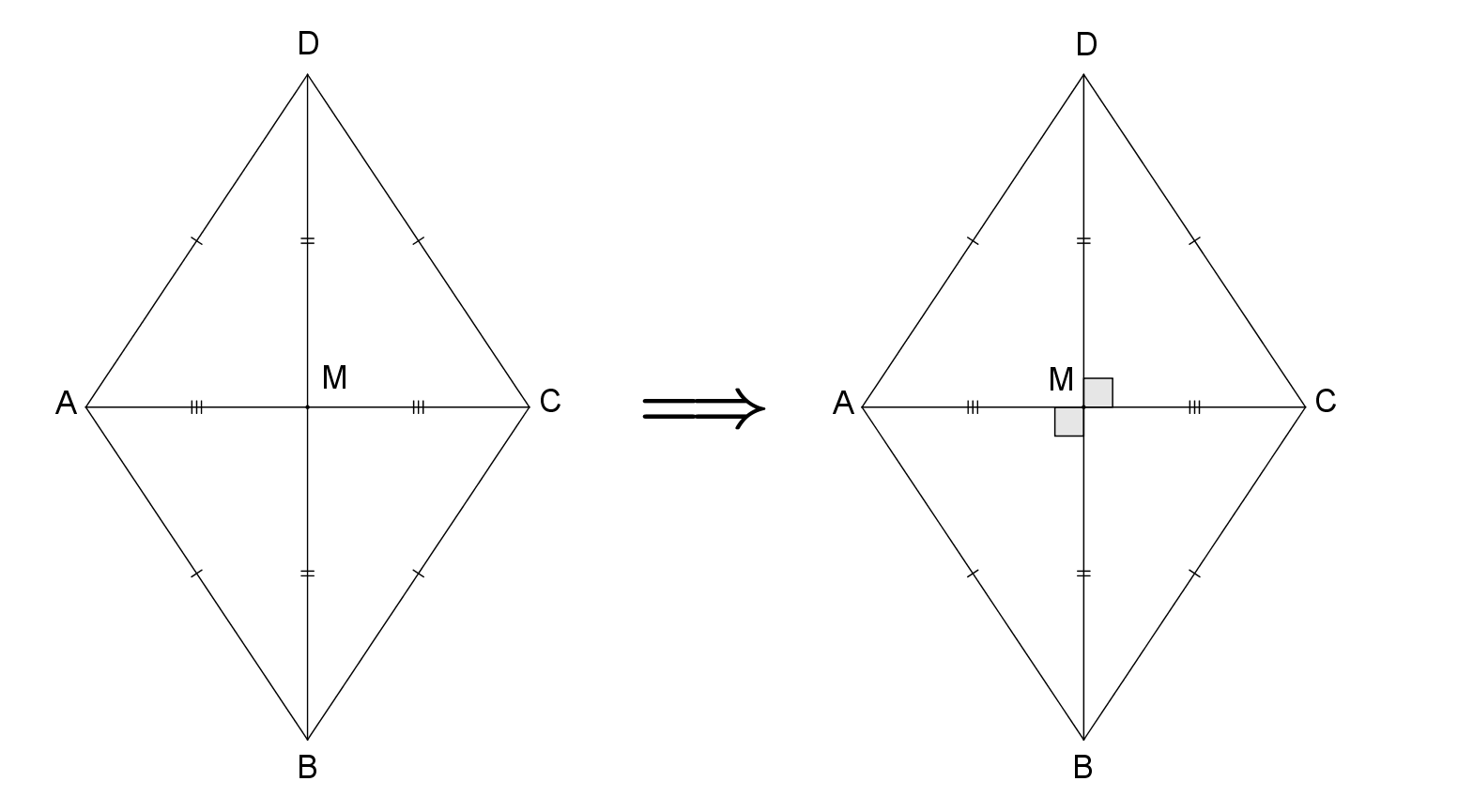

Vamos demonstrar que se um quadrilátero é um losango, então ele é tem as diagonais perpendiculares.
{\displaystyle ABCD\quad {\text{é losango}}\qquad \Longrightarrow \qquad {\overline {AC}}\perp {\overline {BD}}}
Como todo losango é um paralelogramo (por possuir lados opostos paralelos), temos que suas diagonais se interceptam em seus respectivos pontos médios. Ou seja, sendo {\displaystyle {\overline {AC}}} e {\displaystyle {\overline {BD}}} as diagonais temos:
{\displaystyle M={\overline {AC}}\cap {\overline {BD}}\qquad \Longrightarrow \qquad {\overline {AM}}\equiv {\overline {MC}}\quad {\text{e}}\quad {\overline {BM}}\equiv {\overline {MD}}}
Agora tomamos os seguintes triângulos: {\displaystyle \triangle {AMB}}, {\displaystyle \triangle {AMD}}, {\displaystyle \triangle {CMB}} e {\displaystyle \triangle {CMD}}.
Pelo caso de congruência {\displaystyle LLL}, temos as congruências:
{\displaystyle \triangle {AMB}\equiv \triangle {AMD}\equiv \triangle {CMB}\equiv \triangle {CMD}}.
Assim verificamos que os ângulos de vértices {\displaystyle M} são congruentes e suplementares, ou seja: {\displaystyle {\overline {AC}}\perp {\overline {BD}}}

##### Todo paralelogramo que possui diagonais perpendiculares é losango

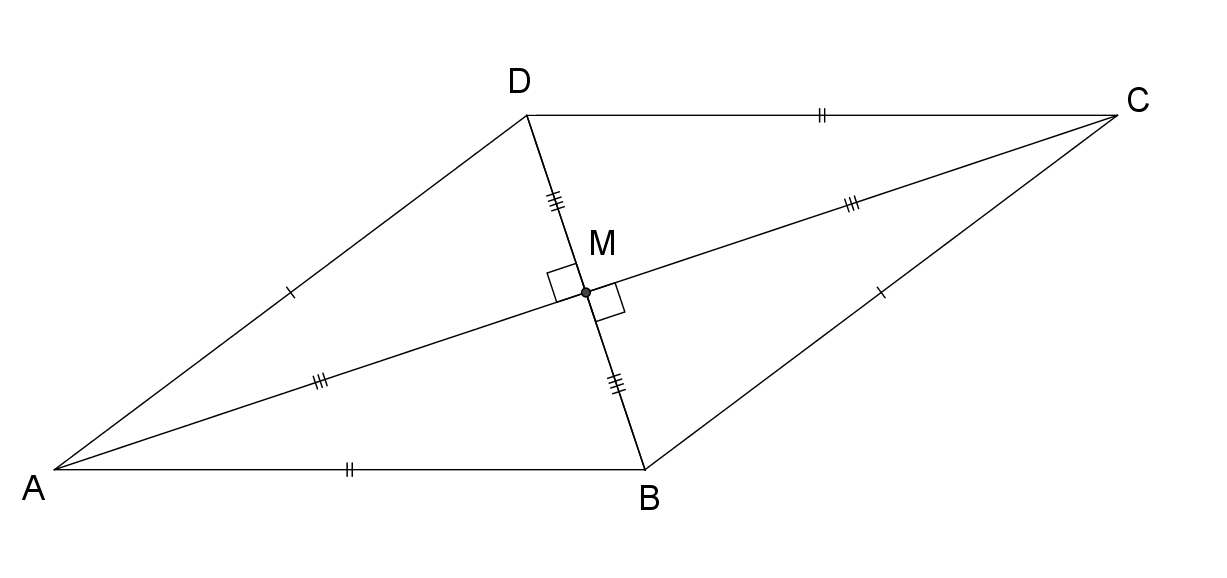

Vamos demonstrar se um paralelogramo possui diagonais perpendiculares, então ele é um losango.
{\displaystyle ABCD\quad {\text{é um paralelogramo tal que}}\quad {\overline {AC}}\perp {\overline {BD}}\qquad \Longrightarrow \qquad {ABCD}\quad {\text{é losango}}}
Como {\displaystyle ABCD} é paralelogramo, temos que seus lados opostos são congruentes, ou seja:
{\displaystyle {\overline {AB}}\equiv {\overline {CD}}}e {\displaystyle {\overline {BC}}\equiv {\overline {AD}}}.
Também, por ser paralelogramo temos que as diagonais interceptam-se em seus respectivos pontos médios, ou seja:
{\displaystyle M={\overline {AC}}\cap {\overline {BD}}\qquad \Longrightarrow \qquad {\overline {AM}}\equiv {\overline {MC}}\quad {\text{e}}\quad {\overline {BM}}\equiv {\overline {MD}}}
Como diagonais são perpendiculares, temo que :
{\displaystyle A{\hat {M}}B\equiv {B{\hat {M}}C}\equiv {C{\hat {M}}D}\equiv {D{\hat {M}}A}}.

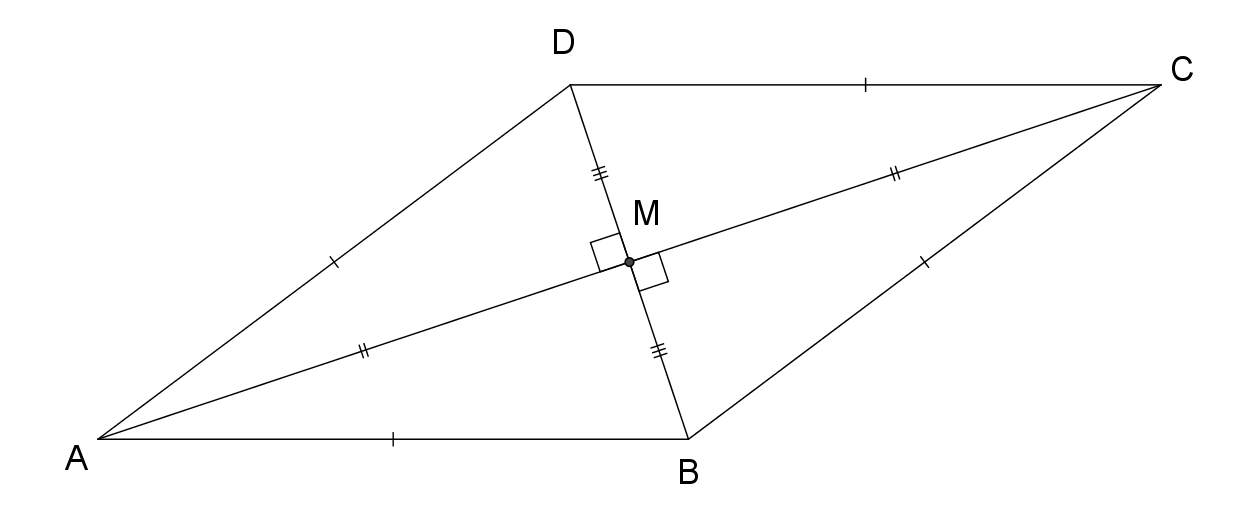

Dessas relações, através do caso de congruência {\displaystyle LAL}, temos:
{\displaystyle \triangle {AMB}\equiv \triangle {AMD}\equiv \triangle {CMB}\equiv \triangle {CMD}\qquad \Longrightarrow \qquad {\overline {AB}}\equiv {\overline {BC}}\equiv {\overline {CD}}\equiv {\overline {DA}}}.
Logo, {\displaystyle ABCD} é um losango.

### Ângulos
O único losango que não possui dois ângulos agudos (menores que 90°) e dois ângulos obtusos (maiores que 90°) é o quadrado. O quadrado possui quatro ângulos iguais a 90°.

### Área

A altura h é a distância perpendicular entre dois lados quaisquer não-adjacentes, ou o diâmetro do circulo inscrito (h=2r).

Existem varias formas de se visualizar a fórmula da área. A mais usual é partindo do que se conhece sobre a fórmula da área do paralelogramo.  A área A de um paralelogramo é o  produto da sua base pela sua altura (h na ilustração). No losango qualquer lado, todos de comprimento a, se presta a fazer o papel de base:
{\displaystyle A=a\cdot h=a\cdot 2r}
Outra forma usual de visualizar a área do losango, é percebendo que o traçado de suas diagonais permite dividi-lo em quatro triângulos retângulos simétricos e de mesma área:
{\displaystyle A=4\cdot K={\frac {p\cdot q}{2}}}
onde K é a área de um dos triângulos, p e q  as diagonais do losango. 
A correspondência com a área da primeira abordagem é demonstrada na  análise do incentro.
Uma terceira forma, se baseia na primeira, mas expressando h como projeção de um lado a, ou seja, como cateto oposto do ângulo {\displaystyle \alpha }, portando expressando através do seno,
{\displaystyle A=a^{2}\cdot \sin \alpha =a^{2}\cdot \sin \beta ,}
onde é lembrado que o seno de qualquer ângulo do losango é o mesmo (num paralelogramo os ângulos são suplementares entre si).

### Incentro

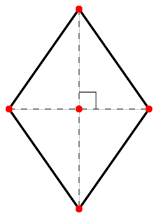
Visualizando o losango como quadra triângulos-retângulo simétricos (de área K), dados pelas diagonais (p e q).

Para calcular o raio do incentro de um losango, basta usar a seguinte fórmula considerando p e q como diagonais dele.
{\displaystyle r={\frac {p\cdot q}{2{\sqrt {p^{2}+q^{2}}}}}.}
observando o triângulo-retângulo de hipotenusa a e catetos p/2 e q/2, concluímos que a área K de cada triângulo ilustrado é:
{\displaystyle K=a\cdot r/2={\frac {p\cdot q}{8}}}
Também pode ser aplicada a seguinte fórmula para o cálculo da área de um losango:
Área=D*d/2
D representa o comprimento de sua diagonal maior e d representa o comprimento de sua diagonal menor. 
Ou seja, a área de um losango é a metade do produto de suas diagonais.             